# Кирилов Єлпідіфор Анемподистович
Єлпідіфор Анемподистович Кирилов (8 жовтня 1883, с. Шипка, Тираспольського повіту, Херсонської губернії (нині — Молдова) — 27 листопада 1964, Одеса) — фізик, доктор фізико-математичних наук (1934, без захисту дисетації), професор (1919). Заслужений діяч УРСР (1958). Сталінська премія (1951).

## Біографія
Єлпідіфор Анемподистович Кирилов народився 26 вересня (8 жовтня н. ст.) 1883 року у с. Шипка Тираспольського повіту Херсонської губернії. У 1902 році закінчив класичну чоловічу гімназію в Бердянську.
Є. Кирилов закінчив математичне відділення фізико-математичного факультету Новоросійського університету (нині — Одеський національний університет імені І. І. Мечникова) в 1907 році з дипломом першого ступеня. Залишився на кафедрі фізики для підготовки до професорського звання. З 1908 року по 1915 рік, будучи асистентом на Одеських вищих жіночих курсах, працював за сумісництвом спостерігачем магнітно-метеорологічної обсерваторії, а потім — лаборантом кафедри фізики фізико-математичного факультету Новоросійського університету (нині — Одеський національний університет імені І. І. Мечникова). У 1915-1916 роках Кирилов отримав звання магістра і був обраний приват-доцентом кафедри фізики.
З 1921 році був професором та завідувачем кафедри експериментальної фізики фізико-математичного факультету Одеського інституту народної освіти. У 1926 році отримав посаду директора Інституту фізики при Одеському університеті, яку займав до кінця життя. У 1934 році за поданням Академії наук СРСР йому присуджено вчений ступінь доктора фізико-математичних наук без захисту дисертації. У роки Великої Вітчизняної війни продовжував працювати в евакуйованому університеті спочатку в Майкопі, а потім у Байрам-Алі. В евакуації у 1943—1944 роках завідував об'єднаною кафедрою математики і фізики Одеського педагогічного інституту.
У період з 1944 по 1950 роки Є. Кирилов також завідував кафедрою фізики в Одеському державному медичному університеті.
Помер 27 листопада 1964 року в Одесі.

## Наукова діяльність
Основні праці Єлпідіфора Кирилова відносяться до галузі оптики, зокрема це дослідження оптичних і фотоелектричних явищ у галогенідах срібла, внутрішній фотоефект, фізичні основи фотографічного процесу. За час роботи у НДІ фізики професор Кирилов створив свою наукову школу в галузі наукової фотографії та проблем, пов'язаних з оптичними і фотоелектричними властивостями кристалів.
У 1930 році Кирилов відкрив негативний фотоефект (зменшення струму під дією світла), вивчив його спектр і показав, що він пов'язаний з утворенням прихованого зображення, встановивши тим самим зв'язок між фотоелектричними та фотохімічними процесами. У період з 1946 року по 1953 рік Кирилов виконав цикл досліджень спектрів поглинання тонких слабопофарбованих під дією світла шарів галоїдного срібла, виявивши в них тонку структуру смуг поглинання фотохімічного забарвлення і прихованого зображення. За відкриття і дослідження тонкої структури спектра поглинання фотохімічно пофарбованого галоїдного срібла в 1951 році удостоєний Сталінської премії.

### Праці
- Обзор главнейших методов и приборов спектрометри / Е. А. Кириллов. — Одесса, 1913. — 50 с.
- Об электропроводности открытого изображения / Е. А. Кириллов // Журнал Рус. физ.-хим. о-ва. — 1925. — Т. 57, ч. физ. — вып. 3/4. — С. 259—266
- Про спектральний розподіл середового фотоефекту в галоїдному сріблі / Є. А. Кирилов // Укр. фіз. зап. — 1928. — Т. 2, зош. 1. — С. 23-29
- К вопросу о центрах абсорбции в фотохимически окрашеном галоидном серебре / Е. А. Кириллов // Изв. АН сер.: Физика. — 1950. — Т. 14. — вып. 4. — С. 525—526
- Новые исследования по абсорбции скрытого изображения в галоидах серебра / Е. А. Кириллов // Рефераты докладов на совещании по основным проблемам научной фотографии. — Одесса, 1951. — С. 9-11
- Фізика в Одеському університеті ім. І. І. Мечникова / Є. А. Кирилов, Д. І. Поліщук, Т. Я. Сьора // Укр. фіз. журн. — 1958. — Т. 3. –  № 1. — С. 3-9
- Об особенностях поглощения коллоидных растворов и сухих слоев некоторых органических красителей / Е. А. Кириллов, А. В. Гольденберг, Е. А. Нестеровская, К. В. Чибисов // Доклады АН СССР. —  1965. — Т. 161, № 6. — С. 1371—1374

## Нагороди
- Орден Леніна
- Медаль «За доблесну працю у Великій Вітчизняній війні 1941—1945 рр.»
- Сталінська премія.
- Звання «Заслужений діяч науки УРСР».

## Цікаві факти
- Професор Кирилов сприяв приїзду в Радянський Союз у 1935 році відомого німецького фізика Гвідо Бека, який започаткував теоретичну фізику в Одесі.
- Як згадував Ігор Петрович Зелінський, через важковимовні ім'я та по батькові Кирилова співробітники називали його Акордеоном Патефоновичем.